# Pseudostenophylax galathiel
Pseudostenophylax galathiel är en nattsländeart som beskrevs av Schmid 1991. Pseudostenophylax galathiel ingår i släktet Pseudostenophylax och familjen husmasknattsländor. Inga underarter finns listade i Catalogue of Life.